# Вільям Прагер
Ві́льям Пра́гер (нім. і англ. William Prager; 23 травня 1903 — 17 березня 1980) — німецький та американський вчений-механік, що працював у галузі механіки деформівного твердого тіла.

## Життєпис
Вільям Прагер народився у Карлсруе (Німецька імперія) 23 травня 1903 року. Батько — Віллі Прагер (нім. Willy Prager), мати — Гелен Кіммель (нім. Helen Kimmel). Вищу освіту здобув у Дармштадтському технічному університеті за спеціальністю машинобудування, у 1925 році отримав диплом інженера. Того ж року одружився з Анною Гаєр (нім. Ann Heyer).
У 1926 році захистив у Дармштадтському технічному університеті докторську дисертацію і подальші два роки читав там лекції. У 1929 році Прагер став викладати в Геттінгенському університеті, де познайомився з Людвіґом Прандтлем. У 1932 році призначений професором технічної механіки Вищої технічної школи «Фрідеріціана» та директором Інституту механіки при цьому ж закладі, ставши на той час наймолодшим професором у Німеччині. Причиною такого раннього визнання був високий міжнародний науковий авторитет Прагера, який ґрунтувався на його багатьох наукових публікаціях та монографіях з прикладної математики
Після приходу до влади Гітлера Прагер через своє єврейське походження був звільнений з роботи. Він звернувся до суду, протестуючи проти свого звільнення, та виграв процес. Йому дозволили відновити свою викладацьку діяльність у Німеччині, проте він відмовився і в 1933 році емігрував з Німеччини до Туреччини, де став професором теоретичної механіки у Стамбульському університеті.
У Туреччині Прагер продовжив свої дослідження, публікуючи отримані результати німецькою, турецькою, французькою та англійською мовами. Англійську мову він вивчив за два роки та написав англійською підручники з нарисної геометрії та класичної механіки для студентів.
Після початку Другої світової війни, у 1940 році, Прагер отримав запрошення від Браунського університету (Провіденс, штат Род-Айленд) й вирішив емігрувати до США. У Браунському університеті Прагер зайнявся теорією пластичності та механікою ґрунтів, через це університет став «центром досліджень» з теорії пластичності у Сполучених Штатах.
У квітні 1943 року заснував «Щоквартальний журнал прикладної математики» («Quarterly of Applied Mathematics») та був його редактором до 1965 року.
У 1963 році Прагер покинув Браунівський університет (де згодом став почесним професором) і став консультантом в Цюриху в науково-дослідницькій лабораторії компанії IBM. З 1965 року він — професор прикладної механіки в Університеті Каліфорнії у Сан-Дієго. У 1973 році пішов у відставку й перебрався до Швейцарії. Помер у Цюриху 17 березня 1980 року.

## Нагороди і звання
У 1968 році Прагер став членом Національної академії наук США, був також членом Національної інженерної академії США (1965), Американської академії мистецтв і наук, Польської і Французької академій наук. Був нагороджений медаллю Тимошенка від Американського товариства інженерів-механіків (ASME) та медаллю Т. Кармана від Американського товариства інженерів-будівельників (ASCE).
Мав низку почесних докторських ступенів (Льєзький університет, Університет Пуатьє, Міланський університет, Університет Ватерлоо (Онтаріо), Ганноверський університет, Браунський університет, Манчестерський університет, Вільний університет Брюсселя, Штутгартський університет).

## Вшанування пам'яті
У 1983 році Товариство технічних наук заснувало медаль Вільяма Прагера як відзнаку досягнень у механіці деформівного твердого тіла.